# Roca de l'Abeller de Carrutxo
La Roca de l'Abeller de Carrutxo és una roca i una cinglera del terme municipal de Conca de Dalt, a l'antic terme d'Hortoneda de la Conca, al Pallars Jussà, en territori del poble d'Hortoneda.
Es troba al nord d'Hortoneda, al nord-oest de la Roca Roia, a llevant del Roc des Cases. És al nord-est del Fener i al nord de la Roca de Seguers, a l'esquerra de la llau de Catxí i a ponent del territori d'Eroles.